# 雷扎內 (日托米爾州)
50°39′7″N 28°30′7″E / 50.65194°N 28.50194°E
雷扎內（羅馬化：Ryzhany）是烏克蘭北部的村莊，隸屬日托米爾州的日托米爾區。該村面積24.58平方公里，2011年人口1,019，人口密度每平方公里475.2人。